# SHODA
SHODA株式会社（しょうだ）は静岡県浜松市浜名区に本社を置く工作機械製造企業。1926年創業。1968年日本初のNCルータ加工機を開発した。2019年1月1日より庄田鉄工株式会社からSHODA株式会社に社名を変更した。

## 概要
1926年（昭和元年）庄田和作が創業。1947年（昭和22年）国産初の毎分20000回転のルータ・マシンを開発。“ルータの庄田”の歴史が始まる。1968年（昭和43年）に庄田鉄工株式会社（静岡県浜松市）の当時専務取締役であった庄田功は、木工用CNCルータ（当時はNCルータと呼んだ）NC111を日本で初めて開発し、同年4月9日から29日まで開催の第8回大阪国際見本市において発表した。当時は、熟練工が汎用木工機を使用し、木工製品を加工する事が当たり前の時代であったが、本機により、自動化に成功した。本機は毎分20000回転の主軸を2機搭載し、加工範囲は1000×600×70。切削加工の指令を鑽孔テープで記録し、これをNC装置に読み込むことで自動運転を実現した。1号機は浜松市の楽器メーカーに納入され、25年間にわたり活躍した。現在その1号機は現在、庄田鉄工本社のエントランスに展示されている。
2014年（平成26年）に庄田鉄工株式会社は、CNCルータ（NCルータ）の発明以来約４０年以上放置されていた問題点を解決した、世界初の切削粉塵の出ないCNCルータ（NCルータ）プラネット・ブルー（PLANET BLUE)を発明、開発。
プラネット・ブルーSPB1を2014TOKYO国際木工機械見本市に出品。その先進性が認められ林野庁長官賞を受賞。さらに同展で木工機械人気コンテスト最優秀賞を受賞。
2015年（平成27年）にはプラネット・ブルーの二代目に当たるSPB5を開発。日刊工業新聞主催、経産省後援の第４６回機械工業デザイン賞（審査委員会特別賞）を受賞した。
さらに2016年（平成28年）にはプラネット・ブルーの三代目に当たるSPB8を開発。アトランタで開催されたIWF（国際木工機械展示会）に出品した。
庄田鉄工株式会社（静岡県浜松市）では、庄田功（当時：専務、二代目社長）を中心に日本初のコンピュータ制御の加工機械・NCルータの開発に成功し、1968年（昭和43年）に発表した。NCルータとは高速回転する刃物をプログラミングされた動きで材料を削る工作機械。特に、刃物の動きを数値制御（Numerical Control：NC）によりコントロールし、複雑かつ高精度な加工を可能にした機械で、家具業界や楽器業界の生産システムに革命を起こした。
庄田鉄工は庄田和作により1926年に創業された。1930年にホゾ取万能丸鋸盤を市場に投入、木工機械のトップメーカーとして成長を始めた。同社の歴史における画期は次の2 点である。第1は1942年に10枚刃溝付カッター、1982年にダイヤモンド・ソー（人造ダイヤモンド使用刃物）を開発したことである。両製品ともに技術的革新性を持つものであり、現在では世界標準となっている。これによっても、木工機械と木工用工具の密接な関係を指摘できる 。第2は1949年の国産ルータ・マシンの開発である。 木工機械の技術的困難性は 、切削の対象となる木材の不均一性にある。つまり、木材は輸入材と国産材では特性が異なるため同性能の木工機 械および工具を使用しても同様の切削結果を得ることはできないのである。また，一片の木材にも年輪による硬度の不均一性が存在する。こ の点が、切削素材の均一性が保障されている工作機械とは異なるのである。これらの諸問顆を克服して、国産材の特性に合致した優秀な木工機および工具に結実したのが 「高速面取彫刻機ルータ・マシン」 である。1968年には日本発NC木工機械であるNCルータ・マシンを開発している。これらの事象は、NC 装置を戦略的に活用して世界の頂点に達した工作機械メーカと同一である。
2019年1月1日よりSHODA株式会社に社名変更した。